# Liste der Monuments historiques in Le Châtelet-sur-Meuse
Die Liste der Monuments historiques in Le Châtelet-sur-Meuse führt die Monuments historiques in der französischen Gemeinde Le Châtelet-sur-Meuse auf.

## Liste der Immobilien
| Bezeichnung          | Beschreibung                     | Standort                                   | Kennzeichnung | Schutzstatus | Datum | Bild           |
| -------------------- | -------------------------------- | ------------------------------------------ | ------------- | ------------ | ----- | -------------- |
| Kirche St-Symphorien | aus dem 12. oder 13. Jahrhundert | Pouilly-en-Bassigny, rue d’Araize (Lage)   | PA00079005    | Classé       | 1913  | weitere Bilder |
| Pfarrhaus            | Portal, 17. Jahrhundert          | Pouilly-en-Bassigny, 2 rue d’Araize (Lage) | PA00079006    | Inscrit      | 1925  | weitere Bilder |

## Liste der Objekte
| Bezeichnung               | Beschreibung                                                                                 | Standort                                                       | Kennzeichnung | Schutzstatus | Datum | Bild |
| ------------------------- | -------------------------------------------------------------------------------------------- | -------------------------------------------------------------- | ------------- | ------------ | ----- | ---- |
| Hauptaltar (1)            | Altartisch und Retabel; Holz, farbig gefasst und vergoldet, 18. Jahrhundert                  | Beaucharmoy, in der Kirche Notre-Dame-en-son-Assomption (Lage) | PM52000280    | Classé       | 1965  |      |
| Skulptur Madonna mit Kind | Stein, farbig gefasst, 15. Jahrhundert                                                       | Pouilly-en-Bassigny, in der Kirche St-Symphorien (Lage)        | PM52000281    | Classé       | 1908  |      |
| Hauptaltar (2)            | Altartisch, Retabel und zwei Skulpturen; Holz, farbig gefasst und vergoldet, 18. Jahrhundert | Pouilly-en-Bassigny, in der Kirche St-Symphorien (Lage)        | PM52000282    | Classé       | 1965  |      |